# Barsilové
Barsilové nebo Bersilové, čínsky Basli nebo Baysi, turecky Barsiller) byl polokočovný středověký Euroasijský kmen tureckého původu, pravděpodobně identický s Bagrasiky. Barsilové jsou nejprve uvedeni v čínských análech jako patnáctí z 15 Turkických Tielských kmenů. Čínské záznamy o Západoturkutském kaganáte z roku 630, se zmiňují o chanu Barsilů (turecky: leopard), jednoho z pěti kmenů On-oků (staroturecky: "Ongšadapyt", čínsky v českém přepisu : Nušībì, pchin-jinem : Nu shīb ì, znaky : 弩失毕), pravého křídla kmene, pod názvem Tun-ašpa ra-erkin. Byl jedním z kmenů úzce spjatých s Protobulgary, příbuzným s Chazary a patřil do Ogurské větve Protobulgarů. Kromě etnonyma "Barsil" je středověcí historici znají také jako zemi "Bersilia" nebo v Arabském variantě Al-Baršaliju, která vystupuje jako výchozí bod expanze Chazarů v Evropě.

## Původ
S ohledem na etnickou příslušnost Barsilů v historiografii, existují dva názory. Ve prospěch obou jsou věcné důvody, avšak v důsledku nedostatku dějinných a absence lingvistických materiálů s konečnou platností upřednostnit jeden z nich není možné:
- Část výzkumníků (Anatolij Petrovič Novosel, Alexander Veljaminovič Gadlo»[5]) je pokládají za částečně místní íránské obyvatelstvo, ve prospěch čeho svědčí jejich raná zmínka, a také přímý odkaz Jakobitského patriarchy Antiochie Michala Syrského na zemi Alanů jako jejich vlast.
- Jiní vědci považují Barsily za přistěhovaleckou turkickou skupinu avšak zmínku o nich v předhunské době považují za anachronickou. Podle stoupenců dané verze, zejména Michaila Illarijonoviče Artamonova (od roku 1949 vedoucí katedry archeologie na Leningradské Universitě, v roce 1951 byl jmenován ředitelem Ermitáže) a Sergeje Grigorjeviče Klaštorného, vycházející z indikovaného blízkého vztahu Barsilů s Chazary a také údajů z řady středověkých genealogii, patří Barsili do kruhu turkických etnosů.[1] Významným dodatečným svědectvím ve prospěch dané verze jsou nedávno nalezené epitafy na Tesinské a Terchinské tabuli v Severním Mongolsku z 8. století po Kr., kde se o Barsilech zmiňují jako o plemeni turkických Oguzů a kde figuruje jejich vůdce Bedi Bersi, žijící v polovině 6. století po Kr., v epoše Turkutské vlády Bumina Kagana.[6]

## Krátké dějiny
Po rozpadu Attilovských Hunů (455) se Barsilové stávají známými v Předkavkazsku. V dokumentech byzantského autora Teofylakta Simocatta se poprvé uvádějí až v druhé polovině 6. století po Kr., v souvislosti s migrací Avarů (také "Pseudoavaři") přes východoevropské stepi na západ. Vzpomínají se jako národ, který se podřídil Avarům. Podle Simocatta, když se v roce 555 Avaři objevili v jejich zemi"... Barsilt (Barsilové), Onoguri a Sabiři byli zasaženi hrůzou ... a uctili příchozí skvělými dary ...". Arménští autoři vzpomínají Barsili jako největší nepřátele kavkazské Albánie v souvislosti s událostmi z 2. až 4. století po Kr. Hodnověrnost těchto událostí nepřipouštějí všichni historici. Archeologické materiály z relevantního období této oblasti poukazují na přítomnost stálé populace, která žila v trvalých sídlech a vytvářela impozantní pevnosti a města.
V syrském překladu Byzantského autora Zachariáše Rétora, jsou etničtí Bagrasikové zahrnuti v seznamu stepních národů žijících severně od Derbendu. Nejpravděpodobněji představují jejich etnický název. Tentýž názor vyslovil i arabský historik Al-Belazuri. Nejpodrobnější vysvětlení o jejich poloze je od historika Michala Syrského z 12. století po Kr. Uvádí:
Dva druzí bratři (Bolgaři a Chazaři) přišli do "země Alanů", zvané *Bersilia*, v níž bylo Římany postavené město Kaspija, nazývané branou Turaje (tj. Derbentu).